# Bulbophyllum rosemarianum
Bulbophyllum rosemarianum es una especie de orquídea, en el género Bulbophyllum.

## Taxonomía
Bulbophyllum rosemarianum fue descrita por C.S.Kumar, P.C.S.Kumar & Saleem y publicado en Rheedea 11: 97. 2001.
Etimología
Bulbophyllum: nombre genérico que se refiere a la forma de las hojas que es bulbosa.
rosemarianum: epíteto latino que significa "como el romero".